# Der Hochzeitsmarsch
Der Hochzeitsmarsch (OT: The Wedding March) ist ein US-amerikanisches Filmdrama von Erich von Stroheim aus dem Jahr 1928.

## Handlung
Wien, 1914: Prinz Nicki ist Spross einer heruntergekommenen Adelsfamilie. Er dient dem Kaiser in einem Reiterregiment.
Seine Eltern, Fürst und Fürstin von Wildeliebe-Rauffenburg, können sich nicht ausstehen und streiten schon beim Aufstehen unablässig. Nicki seinerseits versucht schon beim Erwachen eines der Dienstmädchen in sein Bett zu ziehen.
Bei einer Parade für Kaiser Franz Joseph vor dem Stephansdom fällt Nicki in der Menge das einfache Mädchen Mitzi auf, welche zusammen mit ihrer Familie und ihrem scheußlichen Verlobten, dem spuckenden und Würste fressenden Metzger Schani, dem Geschehen beiwohnt. Nicki, hoch zu Pferd, und Mitzi flirten wortlos miteinander. Als Nickis Pferd wegen Salutschüssen scheut, wird Mitzi dadurch verletzt und kommt ins Krankenhaus. Schani, der Nicki heftig beschimpft und bedroht, wird verhaftet.
Nicki besucht Mitzi im Krankenhaus und später auch in dem Wirtshaus, wo sie als Harfenistin arbeitet. Sie lieben sich leidenschaftlich an den Ufern der Donau. Obwohl er sich stark zu dem Mädchen hingezogen fühlt, hält ihn das nicht von Bordellbesuchen ab.
Bei einem abstoßenden Gelage gelangt ein reicher Fabrikant an Nickis Vater und schlägt ihm ein „Geschäft“ vor: Nicki soll seine Tochter Cecilia heiraten. Geld gegen Adelstitel.
Schani wurde inzwischen aus dem Gefängnis entlassen und erfährt vom Verhältnis seiner Verlobten mit dem Prinzen.
Nicki hat in der Zwischenzeit widerstrebend eingewilligt, die Verbindung mit der Fabrikantentochter einzugehen.
Schani zeigt Mitzi einen Zeitungsartikel, in dem die Heirat des Prinzen angekündigt wird. Mitzi ist völlig aufgelöst, gibt aber Schani zu verstehen, dass sie ihn abgrundtief hasst und den Prinzen trotzdem liebt. Außer sich vor Wut, versucht Schani Mitzi im Schweinestall zu vergewaltigen. Sein Vater verhindert im letzten Moment die Schandtat. Schani beschließt, Nicki nach der Vermählung zu ermorden.
Die Hochzeit des Prinzen wird gefeiert. Schani wartet mit einer Pistole am Ausgang der Kirche auf das Paar. Im letzten Augenblick erscheint Mitzi und verspricht Schani, ihn zu heiraten, wenn er von seinem Vorhaben ablässt.
Das frisch getraute Paar besteigt die Kutsche und fährt davon.

## Hintergrund
Hier endet der erste Teil des Films.
Der Film wurde wegen seiner Überlänge in zwei Teile geschnitten. In den USA gelangte nur der erste Teil in den Verleih. Der zweite Teil, The Honeymoon, kam nur in wenigen Kinos in Europa zur Aufführung und verschwand dann in den Archiven. The Honeymoon gilt als verschollen. Die vermutlich letzte Kopie wurde Ende der 1950er Jahre bei einem Brand in der Cinémathèque française zerstört.
The Honeymoon handelt von den Flitterwochen des Prinzen in den Alpen und der Hochzeit von Mitzi und Schani. Mitzi liebt den Prinzen immer noch und Schani beschließt ein weiteres Mal, den Prinzen zu ermorden. Schani erschießt aber Cecilia, die sich schützend vor Nicki geworfen hatte. Auf der Flucht stürzt Schani in die Tiefe. Bei einem letzten Treffen teilt Mitzi Nicki mit, dass sie in ein Kloster gehen wird. Nicki zieht in den Krieg, wo er fällt.
Stroheim hatte mit seinem vorherigen Film Die lustige Witwe großen Erfolg gehabt und so ließ ihm sein neuer Produzent Pat Powers bei den Paramountstudios zunächst freie Hand. Stroheim scheute auch diesmal keinen Aufwand: Die Wiener Szenerie wurde in dutzenden von Dekorationen nachgebildet, Uniformen hatten bis auf die letzte Medaille echt zu sein, den Schauspielern wurde das Letzte abverlangt. Szenen wurden exzessiv wiederholt, bis Stroheim zufrieden war. Er drehte wochenlang bizarre Orgien, die damals nie eine Zensurstelle passiert hätten. Der Apfelbaum, unter dem sich Nicki und Mitzi lieben, wurde mit handgefertigten Wachsblüten behängt um das flimmernde Licht, das im Film zu sehen ist, zu erzeugen. Fay Wray war aufgrund der anstrengenden Dreharbeiten am Rande der physischen Erschöpfung.
In diesem Film spielte Fay Wray ihre erste bedeutende Hauptrolle. Stroheim hatte sie in wenig beachteten Western und Melodramen entdeckt. Fay Wray äußerte sich später sehr positiv über die Zusammenarbeit mit von Stroheim. Sie verglich seine Arbeitsweise und menschliche Art oft mit der von Mauritz Stiller, der nahezu zeitgleich von Louis B. Mayer gefeuert worden war und bei Paramount unter anderem mit Fay Wray und Emil Jannings in The Street of Sin arbeitete. 
Da der Film in der Umbruchphase vom Stumm- zum Tonfilm produziert wurde, nahm das Studio auch einen Soundtrack mit Toneffekten auf, den man auf Schallplatten speicherte. Die Reiterparade wurde in dem noch relativ primitiven Zweifarben-Technicolor gedreht. Gerade in der frühen Zeit des Tonfilms gehörte es zum guten Ton, teure Produktionen mit Farbsequenzen zu versehen.
Unzählige Stunden Film wurden belichtet und heraus kam wieder, ähnlich wie zuvor schon bei Stroheims Gier, ein überlanger Film. Nach monatelangen Dreharbeiten stoppte Produzent Powers das Projekt. Stroheim hatte genug Material, um einen abgeschlossenen Film herzustellen und so begann er 1927 mit dem Schnitt. Er haderte mit seinem Material, bis die Geldgeber die Geduld verloren und man Stroheim den Film aus den Händen nahm. Man beauftragte unter anderem Josef von Sternberg mit dem Schnitt. Die Produzenten waren beim Anblick der Bordellszenen entsetzt und kürzten diese und andere Szenen stark. So wurde einmal mehr ein Werk von Stroheim fast bis zur Unkenntlichkeit entstellt.
Die Kosten bis zum Abbruch der Dreharbeiten beliefen sich laut Produzent Powers auf 1.125.000 US-Dollar, laut Stroheim selbst auf 900.000 US-Dollar.
Kurz vor seinem Tod schnitt Stroheim aus verschiedenen Fassungen in Frankreich eine Version von The Wedding March, die einigermaßen seinen ursprünglichen Absichten entsprach. Es gelang auch, die Schallplatten mit dem Originalsoundtrack zu beschaffen und dem Film als Tonspur beizufügen.

## Auszeichnungen
2003: Aufnahme in das National Film Registry

## Kritiken
„Stroheim kennt sogar die leise Walzermelodie der großen sehnsüchtigen, banalen Märchen. Er hat aber auch den kreischenden, bösen Tonfall übersteigerter Realität. Und er hat das kalte, spöttische, durchdringende Kichern der hohen, ironischen Oktaven. Sein Hochzeitsmarsch ist gar ein koloriertes Märchen. Aber die Farben sind giftig. Stroheim ist ein harter Mensch. Aber seine Härte zeigt doch die Erinnerung an die zärtliche Lüge des Traums. Und seine Wehmut rächt sich für ihre Existenz in brutalen Karikaturen. Ein einzigartiger, aufregender Fall.“ (Hanns G. Lustig in Der Film, Nr. 51, 21. Dezember 1929)
„Trotz aller Eingriffe ein außergewöhnliches filmhistorisches Dokument, bemerkenswert vor allem durch die ausufernd oppulente  Gestaltung, die zum bissigen (Zerr-)Spiegel einer Gesellschaft und ihrer pathologischen Befindlichkeit wird. Schonungs- und rücksichtslos gestaltet von Stroheim die Stationen eines erotischen Konkurrenzkampfes zwischen dem aristokratischen Offizier und dem (Klein-)Bürgertum.“  im Lexikon des internationalen Films